# Intel Timna
Timna — кодовое имя семейства процессоров фирмы Интел. Проект был анонсирован в 1999 и разрабатывался в Хайфе, Израиль. Назван в честь долины Тимна. Согласно планам он должен был стать первым процессором со встроенным графическим процессором и контроллером памяти, который разрабатывался для работы с RDRAM. Но стоимость RDRAM не снижалась, вопреки ожиданиям Интел. Поэтому, было принято решение использовать специальный «транслятор памяти» (Memory Translator Hub, сокр. MTH), задействованный в чипсетах Intel 820 для связи Тимны с SDRAM. Позднее в проектировании MTH был обнаружен серьёзный дефект, поэтому материнские платы, выпущенные на основе Intel 820, были отозваны. MTH был переделан, но, проблемы остались.
Timna был окончательно отменен 29 сентября 2000 года. Однако в 2007 году, ряд источников сообщил о намерении компании Интел вернуться к ранее недоработанной концепции и выпустить аппаратную платформу с кодовым названием Tolapai. В состав Tolapai должны войти центральное вычислительное ядро на основе архитектуры Pentium M, северный и южный мосты чипсета. Ядро, как ожидается, будет работать на частоте до 1200 МГц, энергопотребление составит не более 22 Вт. В устройствах на основе Tolapai можно будет использовать до 2 Гб памяти DDR2 400/533/667/800 и накопители с интерфейсом Serial ATA II.

## Дополнительные источники
- CPU World — Timna
- Register Hardware — Timna, забытая технология
- PC World — Intel сворачивает работу над Timna Архивная копия от 9 октября 2007 на Wayback Machine
- Неудавшемуся проекту Intel Timna скоро исполнится восемь лет (недоступная ссылка)